# Ricardo Arias Mora
Ricardo Arias Mora (Armenia, Colombia, 5 de julio de 1958) es un ingeniero civil y político colombiano. 
Copresidente del partido político Colombia Justa Libres, ha sido Expresidente del Fondo Nacional del Ahorro, Concejal de Armenia, Diputado de Quindío, Representante a la Cámara y Senador de la República de Colombia, entre otros. Es uno de los líderes de la coalición Nos Une Colombia.

## Biografía
Ricardo Arias Mora nació en Armenia, Colombia, el 5 de julio de 1958 sus estudios de primaria y secundaria los realizó en los colegios San Luis Rey y San José en Armenia, Quindío. En la Universidad del Cauca se graduó como ingeniero. También tiene un Diplomado en Gerencia Pública de la Universidad Tecnológica de Pereira, y otro en Gerencia Financiera y Administrativa de la Universidad La Gran Colombia de Armenia.

### Trayectoria
En 2010, el presidente de Colombia, Juan Manuel Santos, lo nombró presidente del Fondo Nacional del Ahorro, entidad que estuvo caracterizada durante varias décadas por unos resultados mediocres. En varias ocasiones, estuvo al borde de ser liquidada como entidad estatal. Como Presidente del Fondo Nacional del Ahorro, Ricardo Arias realizó grandes cambios que posicionaron a dicha entidad como una de las más visibles, sólidas y prósperas del estado colombiano.
Durante su administración, Arias fue galardonado con el Premio Nacional de Alta Gerencia por el Departamento Función Pública y Mejor Funcionario Público por El Tiempo Casa Editorial (City TV.-El Tiempo Televisión). El Fondo Nacional del Ahorro fue declarado como Empresa del Año por la Asociación Nacional de Empresas de Servicios Públicos y Comunicaciones (ANDESCO) y reconocida como la Mejor Entidad del Año por la Federación Internacional de Profesiones Inmobiliarias (FIABCI).
El FNA también fue designado como Empresa Eficiente y Empresa Confiable por la Contraloría General de la República y declarado como Primera en Utilidades entre Entidades del Estado por la Superintendencia Financiera de Colombia. ElFondo Nacional del Ahorro también fue reconocido como uno de los "Mejores Instrumentos Financieros" por el Programa de Naciones Unidas para los Asentamientos Humanos. Otros logros del Fondo Nacional del Ahorro durante la Administración Arias incluyen:
- Modelo TACS del Fondo Nacional del Ahorro declarado "Herramienta Innovadora Vivienda Mundial" por el Banco Mundial.
- Calificación AAA otorgada por FITCH RATING.
- Calificación AAA otorgada por BRC Standard & Poor's
- Primer lugar en Recaudo de Cesantías en Colombia.
- Primera en Solvencia Financiera.
- Primer lugar -Top of Mind (Primeros en la Mente) por la Revista Gerente.
- Primer lugar - Top of Health (Primeros en Corazón) por la Revista Gerente.
- Exitoso ingreso del Fondo Nacional del Ahorro al Mercado de Capitales por la Titularizadora Colombia.
- Empresa Innovadora de Colombia por la Fundación para el Desarrollo.
- Primera Entidad del Estado por Gobierno en Línea - Ministerio de Tecnologías de la Información y Comunicaciones.
- Fue honrado con un doctorado honoris causa en Administración Financiera e el Logos International University[10][11]

### Cargos ocupados
- Miembro de la Junta Directiva Nacional de la Sociedad Colombiana de Ingenieros 1988-1990.
- Presidente de la Sociedad de Ingenieros del Quindío - Premio Nacional de Ingeniería / Orden al Mérito Julio Garavito - Gran Oficial / Máxima Distinción Medalla al Mérito
- Miembro del Consejo Profesional de Ingeniería y Arquitectura del Quindío.
- Secretario de Obras Públicas
- Director de Valorización
- Diputado del Quindío
- Concejal de Armenia
- Representante a la Cámara, miembro de la Comisión Segunda, encargado de temas de seguridad, defensa y relaciones exteriores.
- Presidente de la Comisión de Paz del Congreso de la República de Colombia. Posteriormente ocupó una curul en el Senado por el Partido de la U y presidió la Comisión Séptima, que estudia los temas laborales, de salud, de vivienda y de la familia.
- Director del Fondo Nacional del Ahorro.
- Presidente del Grupo Significativo de Ciudadanos Libres
- Candidato a la Alcaldía de Bogotá, por el Grupo Significativo de Ciudadanos Libres
- Fundador y Copresidente del Partido Colombia Justa Libres
- Precandidato Presidencial

### Coalición política
En septiembre de 2021 logra, junto con los demás dirigentes de su partido, conformar con el partido MIRA, la primera coalición electoral y política del sector religioso en Colombia, la que denominaron Nos Une Colombia.

## Premios  y reconocimientos

### Como Político
- Máxima Orden del Congreso de la República de Colombia en el Grado Gran Cruz-Placa de Oro (Senador de la República de Colombia 2006-2010)
- Máxima Orden de la Democracia Simón Bolívar en el Grado Gran Cruz (Representante a la Cámara de Representantes de Colombia 2002-2006).

### Como Funcionario Público
- Ganador de premio Nacional de Alta Gerencia otorgado por el Departamento Nacional de la Función Pública, reconociéndolo como el mejor Gerente entre 8.700 entidades del orden Nacional. (Presidente del Fondo Nacional del Ahorro 2010-2014)
- Elegido mejor funcionario público de Colombia por El Tiempo Casa Editorial (City TV.-El Tiempo Televisión)[12]

### Como Ingeniero Civil
- Ganador del Premio de Ingeniería Orden al Mérito Julio Garavito-Gran Oficial otorgado por la Sociedad Colombiana de Ingeniería
- Ganador de la máxima Distinción Medalla al Mérito otorgado porQuindíoiedad de Ingenieros del Quindío.[13]

### Como ciudadano
- Ganador de la Máxima Distinción Cordón de los Fundadores de Armenia entregado por la Alcaldía de Armenia
- Reconocido por la Sociedad de Autores y Compositores de Colombia con La Máxima Orden Santa Lucia.[14]